# The Toymaker's Secret
The Toymaker's Secret è un cortometraggio muto del 1910. Il nome del regista non viene riportato nei credit del film.

## Produzione
Il film fu prodotto dalla Vitagraph Company of America.

## Distribuzione
Distribuito dalla Vitagraph Company of America, il film - un cortometraggio di 296 metri, ovvero 1 bobina - uscì nelle sale cinematografiche statunitensi il 18 gennaio 1910.